# Quận Mineral, Colorado
Quận Mineral là một quận thuộc tiểu bang Colorado, Hoa Kỳ.
Quận này được đặt tên theo. Theo điều tra dân số của Cục điều tra dân số Hoa Kỳ năm 2000, quận có dân số 831 người . Quận lỵ đóng ở Town of Creede.

## Địa lý
Theo Cục điều tra dân số Hoa Kỳ, quận có diện tích 2273 km2, trong đó có 5 km2 là diện tích mặt nước.